# Tylototriton pseudoverrucosus
Espèce
Tylototriton pseudoverrucosus est une espèce d'urodèles de la famille des Salamandridae.

## Répartition
Cette espèce est endémique du Sichuan en République populaire de Chine.

## Systématique
L'espèce Tylototriton pseudoverrucosus a été décrite en 2012 par Hou (d), Gu, Zhang, Zeng et Lu (d) dans une publication coécrite par Hou, Li (d) et Lu.

### Publication originale
- (zh) Hou Mian, Li Pi-peng et Lu Shun-qing, « [Morphological research development of genus Tylototriton and primary confirmation of the status of four cryptic species] », Journal of Huangshan University, Chine, vol. 14, no 3,‎ 2012, p. 61-65.